# مارك أندرسون (صحفي)
مارك أندرسون (بالإنجليزية: Mark Anderson)‏ هو صحفي أمريكي، ولد في 13 أغسطس 1967.